# Polymixis aithalodes
Polymixis aithalodes là một loài bướm đêm trong họ Noctuidae.